# Velešice (Sběř)
Velešice jsou malá vesnice, část obce Sběř v okrese Jičín. Nachází se asi jeden kilometr severovýchodně od Sběře. Velešice jsou také název katastrálního území o rozloze 1,45 km².

## Historie
První písemná zmínka o vesnici pochází z roku 1355.

## Přírodní poměry
Vesnice stojí ve Východolabské tabuli. Podél jejího okraje protéká řeka Cidlina, jejíž tok a přilehlé pozemky jsou součástí přírodní památky Javorka a Cidlina – Sběř. Do východní části katastrálního území zasahuje část přírodní památky Veselský háj.

## Pamětihodnosti
- Kostel Nanebevzetí Panny Marie
- Sloup se sochou svatého Jana Nepomuckého u hřbitova
- Na východním okraji vesnice se nachází nevýrazné pozůstatky velešického hradiště vybudovaného pravděpodobně během raného středověku.[5]